# Église Saint-Georges de Matougues
Pour les articles homonymes, voir église Saint-Georges.
L'église Saint-Georges de Matougues est un lieu de culte se trouvant en Champagne-Ardenne.
L'église fait l’objet d’un classement au titre des monuments historiques depuis 1986.
L'église est dédiée à saint Georges ainsi qu'à saint Vrain.

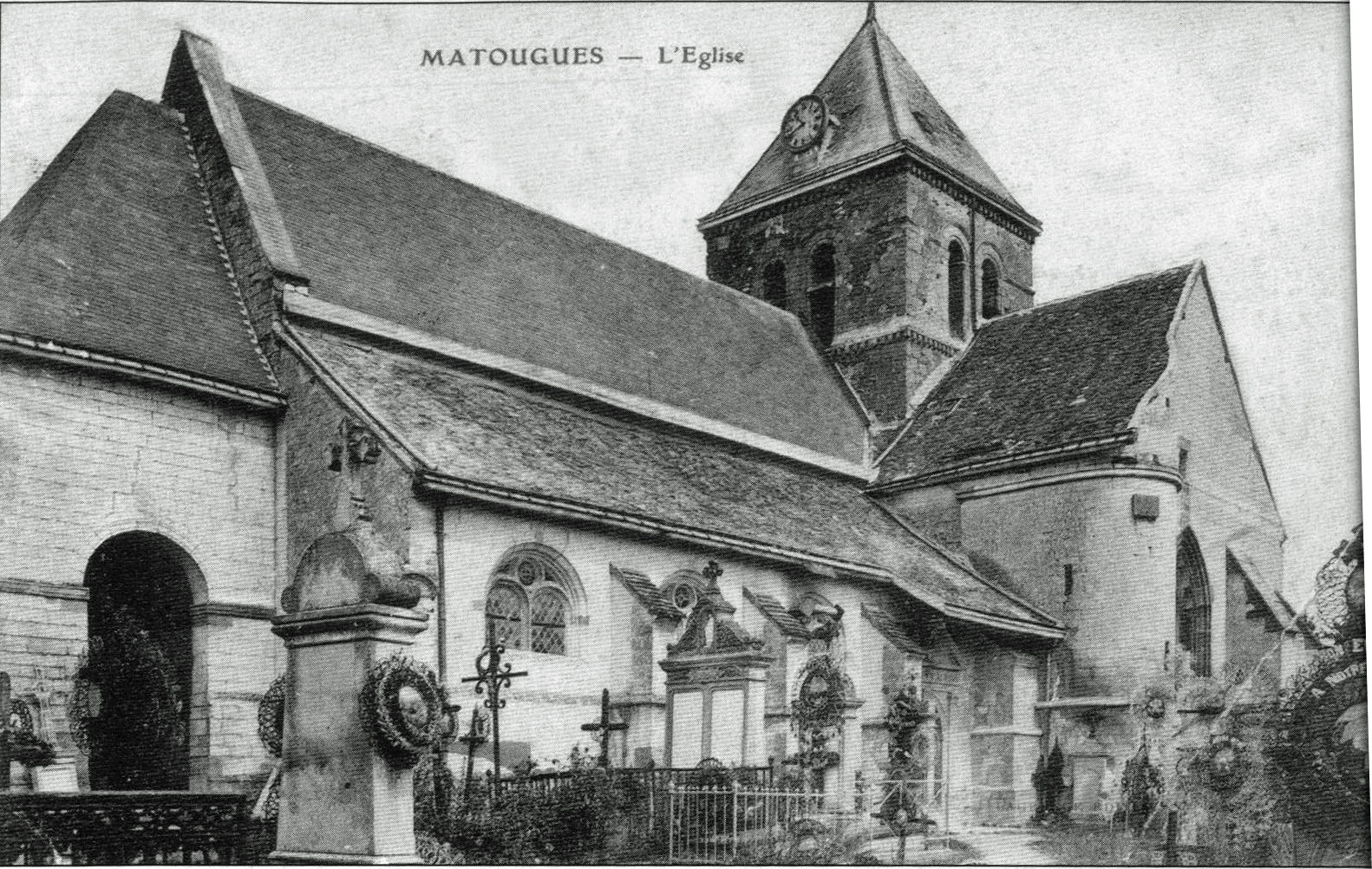